# L'Écho de France
L’Écho de France est un quotidien français fondé en 1891 et disparu en 1924.

## Histoire
Valentin Simond le fonde en parallèle de L’Écho de Paris. 

## Rédacteurs
- Georges Grisier
- Paul-Napoléon Roinard